# 캡슐 내시경 검사

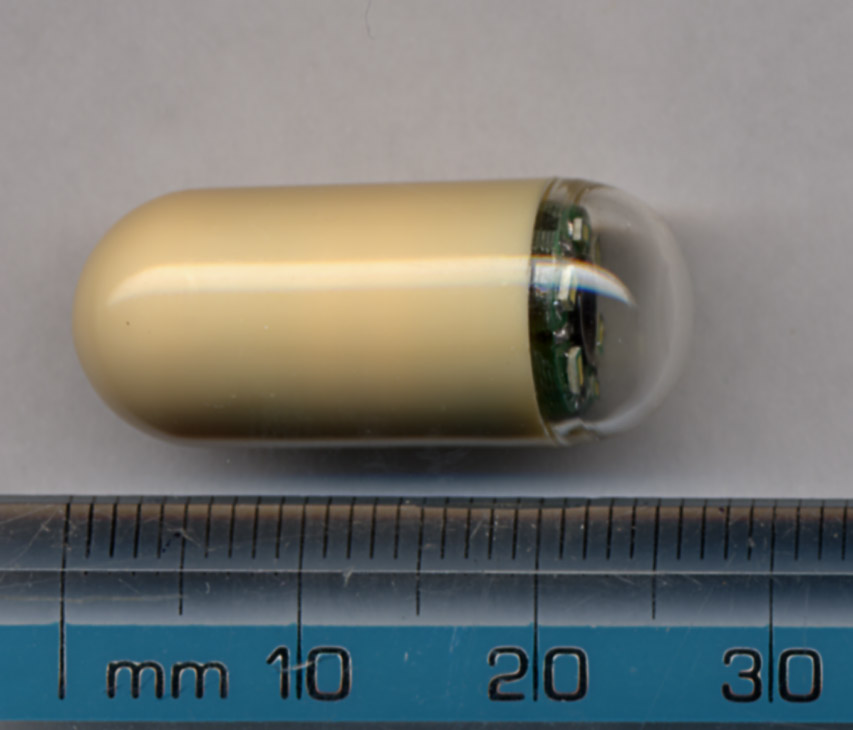
캡슐 사진

캡슐 내시경 검사(capsule endoscopy)는 질병 진단에 사용하기 위해 위장관 내부 영상을 기록하는 의료 시술이다. 최신 개발에서는 전체 위장관의 특정 지점에서 생체 검사를 수행하고 약물을 방출할 수도 있다. 더 널리 사용되는 내시경과 달리 캡슐 내시경은 소장의 중간 부분을 볼 수 있는 능력을 제공한다. 각종 위장암, 소화기 질환, 궤양, 원인불명의 출혈, 일반적인 복통 등의 진단에 적용할 수 있다. 환자가 캡슐을 삼킨 후 캡슐은 위장관을 통과하여 초당 여러 장의 이미지를 촬영하고 환자가 휴대하는 휴대용 기록 장치에 연결된 일련의 수신기에 무선으로 전송된다. 표준 내시경에 비해 캡슐 내시경의 일반적인 장점은 최소 침습적 시술 설정, 위장관을 더 많이 시각화할 수 있는 능력, 시술 비용 절감 등이 있다.